# Спростовувана презумпція
Спросто́вувані презу́мпції — це презумпції, по відношенню до яких закон допускає можливість спростування і які вважаються істинними поки не встановлено інше.
Всі спростовувані презумпції є формально-юридичним способом подолання неусунутих сумнівів правозастосовувача, не здатного не зі своєї вини встановити по справі об'єктивну істину. Спростовувані презумпції впливають на розподіл обов'язків доказування і можуть бути спростовані тією з сторін, проти якої направлена презумпція.
Спростовувані презумпції поділяються на два види:
- загальні спростовувані презумпції;
- спеціальні спростовувані презумпції.

Загальні спростовувані презумпції — це презумпції, які використовуються у всіх, або в більшості галузях права. До цієї групи відносяться: презумпція невинуватості, презумпція знання закону; презумпція добросовісності учасників правовідносин; презумпція правосуб'єктності учасників правовідносин.
Спеціальні спростовувані презумпції — це презумпції, які використовуються в тій чи іншій галузі права. Наприклад, в цивільному праві до таких презумпцій відносяться: презумпція вини заподіювача шкоди; презумпція вини боржника, що порушив зобов'язання. В податковому праві до таких презумпцій можна віднести презумпцію ринкової ціни угоди.